# Gran Trak 10
Gran Trak 10 fue un juego de arcade de carreras para un solo jugador lanzado por Atari en 1974. Fue diseñado por Steve Mayer y Larry Emmons.
El jugador corría contra el reloj acumulando tantos puntos como fuese posible.
Fue la primera vez que se utilizó ROM en un juego de arcade y por lo tanto fue el primer juego en tener personajes con formas definidas mucho más allá de un simple rectángulo (como en Pong) o de un conjunto de puntos (como en Computer Space).
Unas primitivas ROMs basadas en diodos fueron usadas para almacenar los sprites de los autos, la pista y del puntaje y tiempo de juego. Los controles del juego, que incluían un volante, una palanca de cambios de 4 posiciones y pedales de aceleración y freno, fueron también innovaciones utilizadas por primera vez en un juego de arcade.